# Sindrome di Koro
La sindrome di Koro (o semplicemente Koro) è una sindrome culturale caratterizzata da paura e ansia irrazionale che i propri genitali si stiano restringendo o ritirando nell'addome, fino a scomparire. Può anche manifestarsi sotto forma di attacco isterico epidemico (isteria di massa), potendo provocare reazioni di panico collettivo.
La sindrome è caratteristica della Cina e si manifesta principalmente nel sud-est asiatico, tuttavia sono stati segnalati casi di Koro in soggetti di differente origine etnica. In Africa, la sindrome viene generalmente attribuita a un attacco di stregoneria, e la credenza delirante riguarda principalmente il "furto del pene", piuttosto che la sua retrazione.
Casi isolati sono stati segnalati in tutto il mondo, spesso con un'alta comorbidità di altri disturbi mentali.